# Zaida
Zaida (c.1063 o 1071-c.1101 o 1107) fue una princesa musulmana de al-Ándalus, nuera de Muhámmad ibn 'Abbad al-Mu'támid y concubina o esposa de Alfonso VI de León, con quien tuvo a Sancho Alfónsez, muerto en la batalla de Uclés en 1108.

## Primeros años
Zaida nació en al-Ándalus, y su nacimiento debió de producirse entre 1063 y 1071. El Cronicón de Cardeña dice que era "sobrina d'Auenalfage", personaje al que Menéndez Pidal, en La España del Cid, identifica con Alháyib, rey de Lérida y Denia (1081-1090). Las informaciones más verídicas sobre la vida de Zaida las proporciona la crónica árabe Al-bayan al-mugrib de Ibn Idari, traducida en el siglo XX por E. Lévi-Provençal. Esta crónica, escrita en el año 1306, y hallada en los inicios del siglo XX en la mezquita al-Karawiyin de Fez, dice que se casó con Abu Nasr al-Fath al-Ma'mun, rey de la taifa de Córdoba, hijo del rey sevillano Muhámmad ibn 'Abbad al-Mu'támid (1040-1095).
Su origen y sus relaciones amorosas con el rey Alfonso VI de León han sido objeto de diversas interpretaciones contradictorias entre sí, comenzando por calificarla de hija del rey Muhámmad ibn 'Abbad al-Mu'támid de Sevilla en vez de como su nuera, y continuando con la supuesta dote que trajo consigo para su matrimonio con el Alfonso VI, todo lo cual la historiografía ha demostrado posteriormente que es falso.

## La toma de Toledo y la venida de los almorávides
Alfonso VI conquistó Toledo en 1085. Alarmados los andalusíes, que ven peligrar sus reinos, tomaron la decisión, no sin grandes reparos, de llamar en su auxilio a unos curtidos guerreros, nómadas bereberes —sobre todo lamtunas— del otro lado del estrecho llamados almorávides.

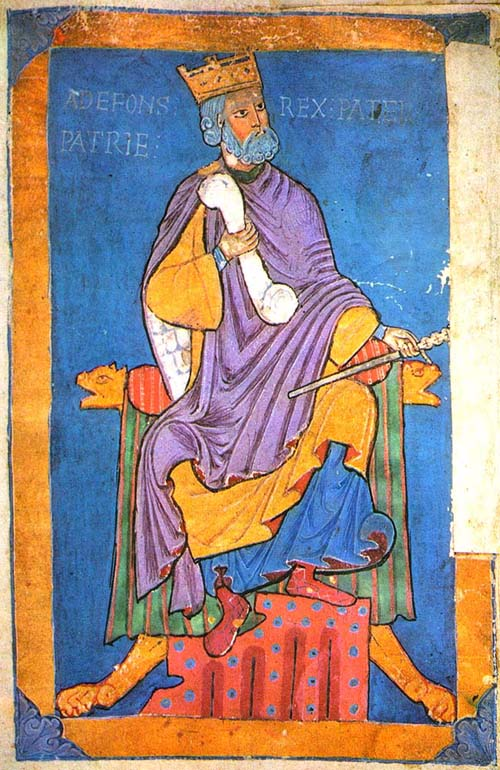
Miniatura medieval que representa al rey Alfonso VI de León.

El rey sevillano al-Mu'támid le pide ayuda en estos términos: «Él [Alfonso VI] ha venido pidiéndonos púlpitos, minaretes, mihrabs y mezquitas para levantar en ellas cruces y que sean regidos por sus monjes [...] Dios os ha concedido un reino en premio a vuestra Guerra Santa y a la defensa de Sus derechos, por vuestra labor [...] y ahora contáis con muchos soldados de Dios que, luchando, ganarán en vida el paraíso».
Yúsuf cruzó cinco veces el estrecho. La primera vez derrotó a Alfonso VI en la batalla de Sagrajas librada el 23 de octubre de 1086. La segunda vez tuvo lugar el cerco del castillo de Aledo en 1088 que tuvo que levantar sin conseguir su toma. En la tercera incursión (1090) traía la firme decisión de destituir a todos los reyes de taifas y proclamarse emir de todo el Ándalus. Cayeron Málaga, Granada y viendo el giro que habían tomado los acontecimientos, el rey al-Mu'támid le pidió a su hijo al-Ma'mún, que había dejado al cargo de Córdoba, que mantuviese a todo trance la posición de la ciudad, pues sería impensable que tras la caída de esta fortaleza se pudiera mantener la de Sevilla. Los almorávides se acercaron a Córdoba y al-Ma'mún, previendo un fatal desenlace, puso a salvo a su esposa, Zaida, y a sus hijos enviándolos con setenta caballeros, familiares incluidos, al castillo de Almodóvar del Río que anteriormente había fortificado y abastecido.
La dispersión de los barrios cordobeses y la connivencia de sus moradores influyeron decisivamente para que el 26 de marzo de 1091 cayera la capital. Dice Abbad en sus cartas: Fath al-Ma'mún intentó abrirse camino con su espada a través de los enemigos y de los traidores pero sucumbió al número. Se le cortó la cabeza, que la pusieron en la punta de una pica y pasearon en triunfo.
En verano de 1091 Alfonso VI, que recibía las parias de la taifa de Sevilla, intentó cumplir con sus obligaciones de protector enviando, al mando de Álvar Fáñez, un ejército de socorro a Almodóvar del Río. Tras una dura batalla a campo abierto contra los almorávides, en la que ambas partes sufrieron numerosas bajas, Álvar Fáñez se retiró hacia Castilla. Zaida llegó a la corte de Toledo (probablemente con las tropas de Álvar Fáñez), donde fue acogida por Alfonso VI, con quien con el tiempo iniciaría una relación.

## Nacimiento de Sancho
Mucho se ha debatido sobre el nacimiento de Sancho, pues las crónicas son contradictorias, lo más probable es que naciera en el segundo semestre de 1093 o en el primero de 1094.
En esa época Alfonso VI era ya de edad madura, y tras tres matrimonios (Inés, Constanza y Berta) y un concubinato (Jimena), no tenía ningún hijo varón que le sucediera. Desde el mismo momento que nació Sancho Alfónsez, el rey lo reconoció como su directo descendiente, siendo llamado a gobernar León, Reino de Castilla, Galicia con Portugal y el resto de condados. En El quirógrafo de la moneda se da la noticia de que su padre lo había nombrado en 1107 gobernador de Toledo.

## Posible matrimonio
No queda claro en las fuentes si Zaida fue concubina, esposa o ambas cosas, primero concubina y después esposa. En la crónica De rebus Hispaniae, del arzobispo de Toledo Rodrigo Jiménez de Rada, se cuenta entre las esposas de Alfonso VI. Pero la Crónica najerense y el Chronicon mundi indican que Zaida fue concubina y no esposa de Alfonso VI. La hipótesis de que Alfonso VI se había casado con Zaida ya ha sido también rechazada por Menéndez Pidal y por Lévi-Provençal.
Otras fuentes dicen que Zaida se acomodó en la corte leonesa, renunció al islam, y se bautizó en Burgos con el nombre de Isabel. Sin embargo, no solo conservó todas sus costumbres sino que las difundió e introdujo nuevos y frescos aires culturales de la sociedad musulmana. El arabista Ángel González Palencia escribe que la corte de Alfonso VI, casado con Zaida (sic), parecía una corte musulmana: «sabios y literatos muslimes andaban al lado del rey, la moneda se acuñaba en tipos semejantes a los árabes, los cristianos vestían a usanza mora y hasta los clérigos mozárabes de Toledo hablaban familiarmente el árabe y conocían muy poco el latín, a juzgar por las anotaciones marginales de muchos de sus breviarios».
Según Jaime de Salazar y Acha, seguido por otros autores, entre ellos, Gonzalo Martínez Díez, contrajeron matrimonio en 1100 tras enviudar Alfonso de la reina Berta, quedando legitimado el hijo de ambos, que se convirtió en príncipe heredero del reino cristiano. Para Salazar y Acha, Zaida y la cuarta esposa del rey, Isabel, son la misma persona, «Pese a los ímprobos esfuerzos de los historiadores posteriores por intentarnos demostrar que no era la mora Zaida», y también sería la madre de Elvira y de Sancha Alfónsez. Otra razón que esgrime el autor es el hecho que poco después de la boda del rey con Isabel, el infante Sancho comienza a confirmar diplomas regios y de no ser la nueva reina Zaida, no hubiera consentido el nuevo protagonismo de Sancho en detrimento de sus posibles futuros hijos. También cita un diploma en la catedral de Astorga del 14 de abril de 1107 donde el rey concede unos fueros y actúa cum uxore mea Elisabet et filio nostro Sancio. Este es el único diploma donde se cita como «nuestro hijo», ya que en otros solamente figura como hijo del rey aunque también aparece la reina Isabel. De la misma opinión es Martínez Díez, quien resume así su planteamiento: «Años después, el 1100, esta mora Zaida, habiendo abrazado el cristianismo y siendo bautizada con el nombre de Isabel, contraería matrimonio con el rey Alfonso, convirtiéndose así en la reina Isabel. Su hijo Sancho, legitimado por este matrimonio, pasó a ser príncipe heredero».
Reilly acepta sin embargo que fueron dos Isabel, la mora Zaida —bautizada Isabel— y la otra Isabel, seguramente francesa, pero argumenta que para reforzar la posición de Sancho Alfónsez, el rey Alfonso anuló el matrimonio con Isabel en marzo de 1106 y se casó con Zaida. El 27 de marzo de 1106, el rey Alfonso confirmó una donación al monasterio de Lorenzana: (...) eiusdemque Helisabeth regina sub maritali copula legaliter aderente, una fórmula inusual que confirma un legítimo matrimonio. Salazar y Acha y Reilly interpretan esta cita como prueba de que el rey había casado con Zaida, legitimando así al hijo de ambos y la relación de concubinato. Gambra, sin embargo, se opone y dice que es «una argumentación extremadamente endeble, empezando por la referencia documental, escasamente significativa. Su carácter es más bien ornamental y literario». Montaner Frutos también dice que la hipótesis es «poco verosímil y problemática» ya que no era necesario que el rey casase con Zaida para legitimar a su hijo Alfonso y que, además, Isabel la francesa falleció en 1107 según reza en su epitafio. También menciona Montaner Frutos una donación de la reina Urraca años después, en 1115, cuando donó unas propiedades a la catedral de Toledo y solamente menciona a una Isabel como la esposa del rey.

## Descendencia
Fruto de su relación con el rey Alfonso VI nació: 
- Sancho Alfónsez (c. 1093/1904-1108), su único hijo varón y heredero del trono, murió en la batalla de Uclés.

Si Zaida e Isabel, la cuarta esposa del rey Alfonso VI, son la misma persona, como sostienen algunos historiadores, también sería la madre de:
- Sancha Alfónsez[25](c. 1102-c. 1125), fue la primera esposa de Rodrigo González de Lara,[26] conde de Liébana, con quien tuvo a Elvira Rodríguez de Lara, mujer del conde Ermengol VI de Urgel, a Urraca[27] y posiblemente a Sancha Rodríguez.[28][e]
- Elvira Alfónsez (c. septiembre 1103[26]-6 de febrero de 1135[26]), contrajo matrimonio en 1117 con Roger II, rey de Sicilia y duque de Apulia (m. 26 de febrero de 1154).[26]

## Sepultura de Zaida
El rey Alfonso VI quiso que los restos mortales de Zaida descansaran en el mismo lugar que había destinado para él mismo, sus reinas e hijos, y por ello, ciertas fuentes señalan que fue sepultada en el Monasterio de San Benito de Sahagún, exactamente en el coro bajo, antes de llegar al atril. Quadrado, en sus Recuerdos y bellezas de España, dice que «en Sahagún descansa en túmulo alto el rey y debajo de una sencilla lápida Isabel y el joven Sancho, su hijo».
Según Elías Gago, en la lápida del monasterio de Sahagún que cubría los restos de Zaida aparecía esculpida la siguiente inscripción:
| UNA LUCE PRIUS SEPTEMBRIS QUUM FORET IDUS SANCIA TRANSIVIT FERIA II HORA TERTIA ZAYDA REGINA DOLENS PEPERIT |

Pero en el Panteón de Reyes de San Isidoro de León se conserva otra lápida, cuyo epitafio, redactado en términos latinos, dice así:
| H. R. REGINA ELISABETH, UXOR REGIS ADEFONSI, FILIA BENAUET REGIS SIVILIAE, QUAE PRIUS ZAIDA FUIT VOCATA. |

Dado que no se puede estar enterrado en dos sitios a la vez, Henrique Flórez sugiere que probablemente primero se la enterrara en el lugar donde murió y después fuera trasladada a Sahagún.
El sepulcro que contenía los restos de Alfonso VI fue destruido en 1810, durante el incendio que sufrió el Monasterio de San Benito. Los restos mortales del rey y los de varias de sus esposas, entre ellos los de Zaida, fueron recogidos y conservados en la cámara abacial hasta el año 1821, en que fueron expulsados los religiosos del monasterio, siendo entonces depositados por el abad Ramón Alegrías en una caja, que fue colocada en el muro meridional de la capilla del Crucifijo, hasta que, en enero de 1835, los restos fueron recogidos de nuevo e introducidos en otra caja, siendo llevados al archivo, donde se hallaban en esos momentos los despojos de las esposas del soberano. El propósito era colocar todos los restos reales en un nuevo santuario que se estaba construyendo entonces. No obstante, cuando el monasterio de San Benito fue desamortizado en 1835, los religiosos entregaron las dos cajas con los restos reales a un pariente de un religioso, que las ocultó, hasta que en el año 1902 fueron halladas por el catedrático del Instituto de Zamora Rodrigo Fernández Núñez.
En la actualidad, los restos mortales de Alfonso VI reposan en el Monasterio de Benedictinas de Sahagún, a los pies del templo, en un arca de piedra lisa y con cubierta de mármol moderna, y en un sepulcro cercano, igualmente liso, yacen los restos de varias de las esposas del rey, entre ellos los que se atribuyen a Zaida.
Los restos que se conservan de Zaida (la bóveda craneal, la clavícula derecha, el húmero izquierdo y la mitad del distal del radio de ese mismo lado) dictaminan que tenía una estatura de 152,6 cm. Los especialistas que estudiaron sus restos llegaron a la conclusión de que en el momento de su muerte debía tener unos 30 años de lo que se puede deducir su fecha de nacimiento dependiendo del año en que falleciera.
Según indica una de las lápidas que se le atribuyen, murió de postparto, el jueves 12 de septiembre (no se lee el año), pero debió ser de una hija o de un hijo que moriría de corta edad, pues nada se sabe de esta descendencia.

## Homenajes
Cuenca ha querido reconocer a la que de una u otra forma ha influido en su historia y así, en el pleno del Ayuntamiento del 16 de febrero de 1959, siendo alcalde Bernardino Moreno Cañadas, se adoptó el acuerdo de otorgar una calle en el Polígono de Los Moralejos, en el Cerro Pinillos, a la Princesa Zaida. Actualmente es una de las principales calles céntricas de Cuenca.
En Madrid, Zaida también dispone de su calle, desde el 14 de julio de 1950, siendo alcalde el conde Santamarta de Babio. Discurre desde la de Carlos Daban a la de la Oca en el distrito de Carabanchel.
También hay una calle llamada Zaida en Arboleas (Almería), en el barrio de La Perla.
En la ciudad de León existe también una calle con el nombre de Reina Zaida.